# أباران (آراغاتسوتن)
مدينة أباران (بالإنجليزية: Aparan)‏ هي إحدى المدن التابعة لمقاطعة آراغاتسوتن في أرمينيا. يقدر عدد سكانها بـ 6748 نسمة حسب الإحصاء الذي جرى عام 2011.